# خوزه گرواسیو آرتیگاس
خوزه گرواسیو آرتیگاس آرنال (اسپانیایی: José Gervasio Artigas Arnal‎؛ تلفظ اسپانیایی: [xoˈse ɣeɾˈβa.sjo aɾˈti. ɣas aɾˈnal]؛ ۱۹ ژوئن ۱۷۶۴–۲۳ سپتامبر ۱۸۵۰) یک نظامی و قهرمان ملی اروگوئه بود که بعضاً «پدر ملیت اروگوئه» نامیده می‌شود.

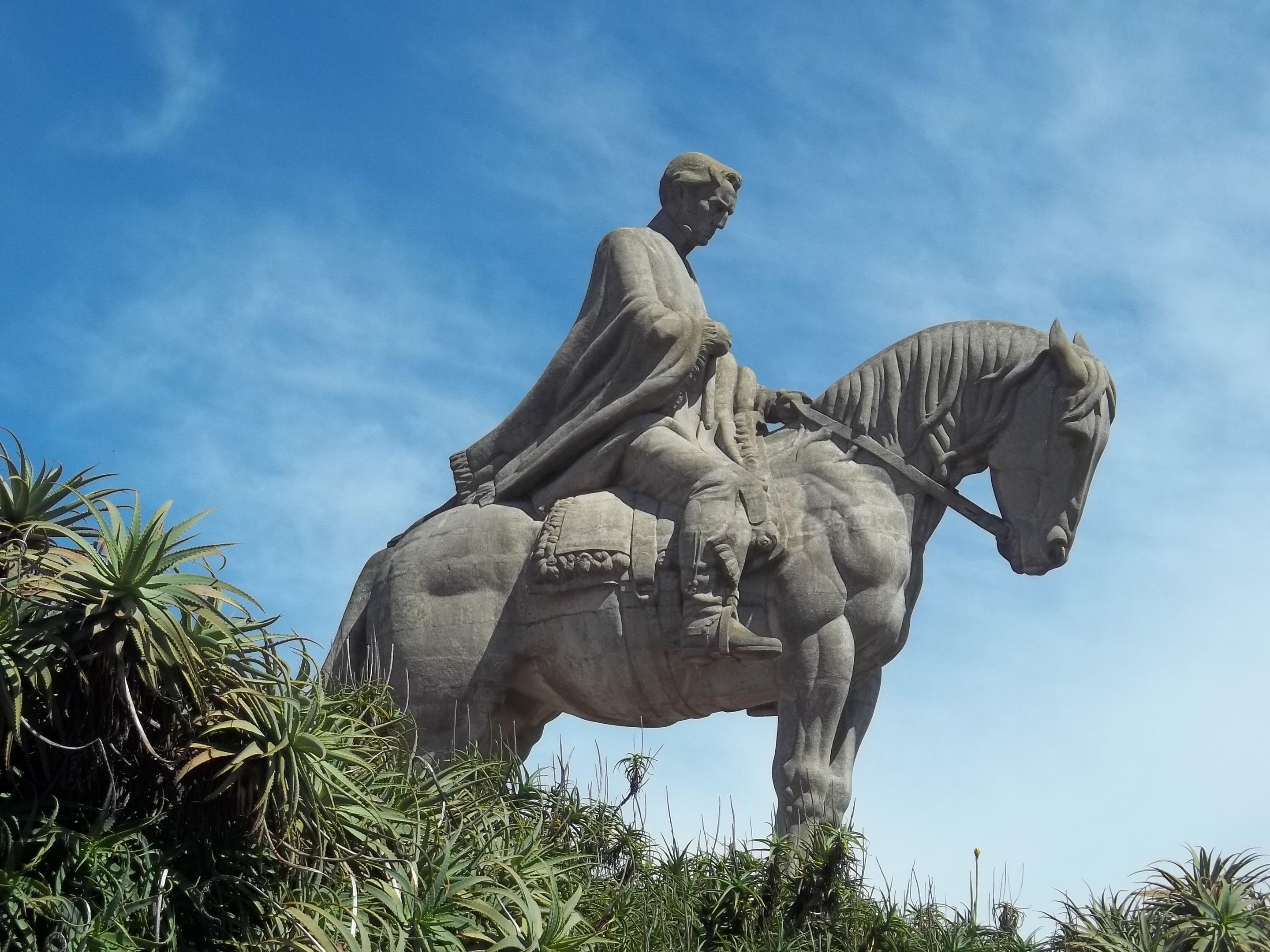
دومین مجسمه بلند سواردیس جهان: ژنرال خوزه گرواسیو آرتیگاس در میناس، اروگوئه

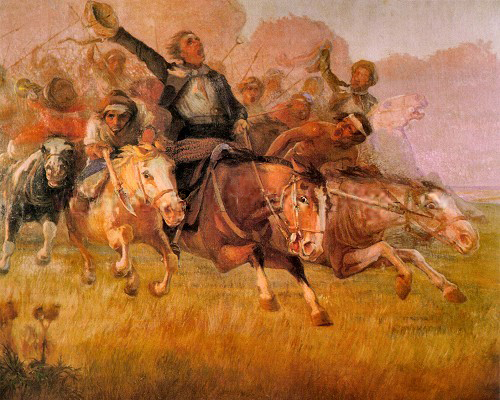
صبح آسنسیو (La Mañana de Asencio)، پرتره توسط کارلوس ماریا هررا دربارهٔ فریاد آسنسیو.

بنای یادبودی از او سوار بر اسب در شهر میناس اروگوئه برپا شده که در جمله بزرگ‌ترین سواردیس‌های جهان قرار می‌گیرد. این بنا ۱۸ متر طول و ۹ متر عرض دارد و وزن آن ۱۵۰ هزار کیلو است.